# Palaeonossax senectus
Palaeonossax senectus — викопний базальний вид птахів ряду Куроподібні (Galliformes). Птах жив у олігоцені у Північній Америці (33-31 млн років тому). Скам'янілі рештки знайдені у відкладеннях пісковику формування Брулє поблизу містечка Пеннінгтон у штаті Південна Дакота у США. Описаний по голотипу, якому даний номер  SDSM no. 457, і який складається з  елементу кінцівок (дистальний кінець правої плечової кістки).

## Ресурси Інтернету
- Harrison B. Tordoff, Macdonald J. R. A New bird (family Cracidae) from the early Oligocene of South Dakota [Архівовано 13 серпня 2017 у Wayback Machine.]

| Гасторніс | Це незавершена стаття про викопних птахів. Ви можете допомогти проєкту, виправивши або дописавши її. |